# Gentiana rubricaulis
Gentiana rubricaulis är en gentianaväxtart som beskrevs av Ludwig David von Schweinitz. Gentiana rubricaulis ingår i släktet gentianor, och familjen gentianaväxter. Inga underarter finns listade i Catalogue of Life.